# Ульрих Аугсбургский
Ульрих (Ульрик, Удальрик) Аугсбургский  (лат.  Uodalricus, нем. Ulrich von Augsburg; 890, Германия — 4 июля 973, Санкт-Галлен, Германия) — святой Римско-католической церкви, князь-епископ Аугсбурга (с 28 декабря 923), покровитель Швабии.

## Биография
Ульрих родился в 890 году в графской семье фон Диллинген, которая была родственна Саксонской династии. С семилетнего возраста находился на воспитании в бенедиктинском аббатстве Санкт-Галлен. В 908 году Ульрих был отдан на попечение своему дяде Адальберо, епископу города Аугсбург. Здесь будущий святой продолжил своё образование и вскоре был рукоположён в сан священника, а затем назначен управляющим хозяйством Аугсбургской епархии. В этом же году, по ходатайству епископа Адальберо, Ульрих отправился в Рим, где получил от папы Сергия III одну из церковных должностей. Однако уже в 909 году епископ Адальберо скончался и Ульрих был вынужден возвратиться в Аугсбург.
В 923 году немецкий король Генрих I Птицелов назначил Ульриха епископом Аугсбурга вместо умершего епископа Хилтина. Рукоположение в сан епископа состоялось 28 декабря 923 года.
В 955 году в Швабию вторглось большое войско язычников-венгров, которое осадило Аугсбург, думая, что здесь находится казна герцога Баварии. Вдохновителем сопротивления горожан стал святой Ульрих, который сам несколько раз участвовал в ночных вылазках. При приближении войска короля Оттона I Великого венгры сняли осаду и отступили к протекавшей неподалёку реке Лех, надеясь разбить королевское войско в сражении. Накануне битвы, по инициативе Ульриха, всё германское войско целый день постилось и молилось, а ночью, по преданию, епископу во сне явилась святая Афра, которая предсказала победу христианского войска. Пророчество сбылось: 10 августа в кровопролитной Лехской битве венгры были полностью разгромлены.
Исторические источники говорят о святом Ульрихе как о строгом, но справедливом и добром епископе. Во время своего пятидесятилетнего епископского служения он основал в Аугсбурге церковную школу, построил три церкви, был организатором местного синода и восстановил в службе и жизни клира канонические порядки.
Ульрих умер 4 июля 973 года. Его преемником на аугсбургской кафедре стал епископ Генрих I.
Уже через непродолжительное время после кончины Ульриха стал распространяться рассказы о чудесах, якобы произошедших по совершению молитвы умершему епископу. Близкий друг покойного, Герхард Аугсбургский, написал житие епископа, а в XI в. более обширное житие Ульриха составил Берно из Райхенау.
Уже в 993 году Ульрих был причислен папой римским Иоанном XV к лику святых. Это стало первым официальным актом римских пап о канонизации. День памяти святого Ульриха отмечается Католической церковью 4 июля.
Ульриха Аугсбургского изображают с епископским посохом и рыбой в руках. Это основано на предании, согласно которому в одну из пятниц враги святого подали ему во время трапезы мясо, но оно чудесным образом превратилось в рыбу.
Мощи святого Ульриха находятся в аббатстве святых Ульриха и Афры. Они были обнаружены и перезахоронены в 1183 году, во время перестройки здания, пострадавшего при пожаре. В музее Аугсбургской епархии хранятся принадлежавшие святому риза, нательный крест и потир.